# Manifestations de l'université du Bosphore en 2021
 (mai 2021).
Les manifestations de l'université du Bosphore en 2021 sont des manifestations qui ont commencé le 4 janvier 2021 contre la nomination de Melih Bulu (en) par Recep Tayyip Erdoğan en tant que recteur de l'université du Bosphore, qui est l'une des meilleures institutions universitaires de Turquie.

## Contexte
Melih Bulu, membre de l'AKP au pouvoir, est nommé recteur par décret présidentiel le 2 janvier 2021. Des membres du corps professoral ont déclaré qu'il s'agissait du premier recteur choisi en dehors d'une université depuis le coup d'État de 1980. L'action a été considérée par les étudiants comme un mouvement politique et une partie des pratiques antidémocratiques depuis la tentative de coup d'État de 2016.
Les tensions entre le gouvernement et l'université du Bosphore, bastion d'une forte communauté d'étudiants de gauche, sont anciennes. En 2018, des étudiants avaient été arrêtées pour avoir manifesté contre l'offensive militaire turque contre les Kurdes syriens. Recep Tayyip Erdogan les avait publiquement qualifiés de « jeunesse communiste et terroriste ». Surtout, depuis 2016, le pouvoir conduit d'importantes purges contre le milieu universitaire. Plus de 6 000 enseignants ont été révoqués en Turquie pour liens avec le « terrorisme ».

## Protestations
Des centaines de personnes ont participé aux manifestations du 4 janvier 2021. Certains manifestants ont considéré cette nomination comme une violation de "la liberté académique et de l'autonomie scientifique, ainsi que des valeurs démocratiques" de l'université. Les manifestants ont également crié des slogans tels que «Melih Bulu n'est pas notre recteur» et «Nous ne voulons pas d'un recteur nommé par l'État».
L'un des bâtiments de l'université a été capturé par des étudiants qui ont pu entrer sur le campus. Plus tard, les manifestants se sont affrontés avec la police alors qu'ils tentaient de briser une barricade devant l'entrée de l'université. Les forces de sécurité ont utilisé du gaz poivre pour disperser les manifestants. Plus d’un millier d’étudiants, parmi lesquels 36 ont été arrêtés étudiants ont été arrêtés.
Le 1er février 2021, la police a de nouveau bloqué la porte du campus sud pour empêcher une manifestation. Des canons à eau, des barricades et au moins un tireur d'élite ont été installés. 159 étudiants ont été arrêtés,,,. Le lendemain, un nouveau rassemblement est brutalement dispersé par les forces antiémeute. Des manifestants son trainés à terre et frappés à coups de pied.

## Réactions

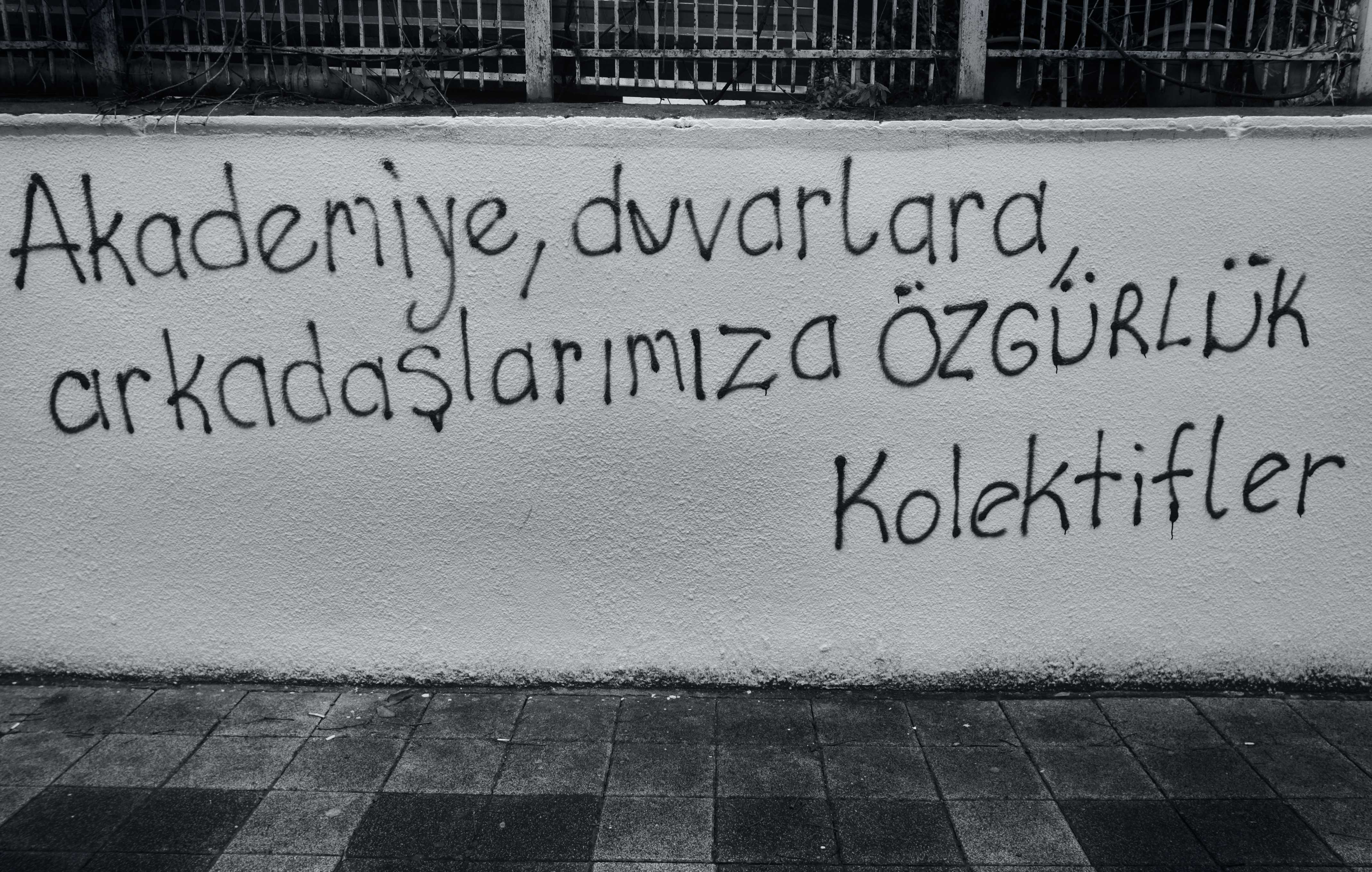
Graffiti réalisé en février 2021 dans le cadre des Manifestations de l'université du Bosphore en 2021.

Le maire d'Istanbul, Ekrem İmamoğlu, membre du CHP, principal parti d'opposition, a soutenu les manifestations.
Le dirigeant d'un parti ultranationaliste partenaire du gouvernement demande à « écraser » ce mouvement, qualifié de « complot visant à provoquer un soulèvement ».
De nombreux étudiants de différentes universités se sont joints aux manifestations et d'une façon générale, le mouvement revendique plus de liberté pour les universités, la recherche et la jeunesse.